# Pharaphodius guineensis
Pharaphodius guineensis är en skalbaggsart som beskrevs av Johann Christoph Friedrich Klug 1835. Pharaphodius guineensis ingår i släktet Pharaphodius och familjen Aphodiidae. Inga underarter finns listade i Catalogue of Life.